# Portugals herrlandslag i fotboll
Portugals herrlandslag i fotboll (portugisiska: Seleção Portuguesa de Futebol) representerar Portugal i fotboll på herrsidan. Landslaget hade sin första stora framgång i 1966 då de vann VM-brons men har sedan haft blandade framgångar. De vann EM-guld 2016 trots en svag insats i gruppspelet. Portugal har blivit känt för sitt offensiva och publikfriande spel och kallas ibland för Europas brassar.
I juni 2019 vann man Uefa Nations League, som spelades i Portugal, genom att besegra Nederländerna med 1–0 i finalmatchen. I juni 2025 vann man på nytt turneringen, som denna gång spelades i Tyskland, genom att besegra Spanien med 5–3 efter straffsparksläggning i finalmatchen, som efter ordinarie speltid slutat 2–2.

## Historia
Portugal spelade sin första herrlandskamp i fotboll den 18 december 1921, vilken förlorades med 1-3 till Spanien i Madrid. Portugal gick med i FIFA 1923 och var tänkt att göra sin första OS-turnering 1924 men i slutändan tackade Portugal nej till matchen mot Sverige och deltog inte i turneringen. Debuten i en stor turnering följde sedan vid de olympiska sommarspelen 1928 i Amsterdam då man slog ut Chile med 4-2 och dåvarande Jugoslavien med 2-1 innan man fick stryk med 1-2 av Egypten och åkte ur turneringen. Portugal deltog inte i VM 1930 och i kvalet till VM 1934 förlorade laget med 0–9 och 1–2 mot Spanien. Portugal missade VM 1938 efter att ha förlorat den enda kvalmatchen mot Schweiz som spelades på neutral mark i Milano med 1–2. När Portugal åter kvalspelade till VM i Brasilien 1950 förlorade man återigen mot grannen Spanien (1–5, 2–2). Men idag är Portugal ett av dem 10 bästa lagen med några av världens bästa spelarna t.ex Cristiano Ronaldo, João Cancelo, Bernardo Silva och Bruno Fernandes

### Portugal i VM
Portugal kvalificerade sig till sitt första VM 1966 där de i en sensationell turnering vann brons. Portugal vann bland annat i gruppspelet mot de regerande världsmästarna Brasilien. I kvartsfinalen vände man ett 0-3-underläge mot Nordkorea till seger med 5-3. Besvikelsen var stor när man förlorade semifinalen mot hemmalaget England. I bronsmatchen vann Portugal mot Sovjetunionen. Den stora stjärnan var SL Benficas anfallare Eusébio som gjorde nio mål och blev hela VM:s skyttekung.
Det dröjde fram till 1986 innan Portugal var tillbaka i VM. Då hade man nått EM-semifinal två år tidigare efter år utan slutspel. Men det spel som Portugal visat upp 1984 där man pressat hemmalaget Frankrike i förlängningen var borta. En seger mot England räckte inte då man förlorade de följande gruppspelsmatcherna. Laget kvalade nästan in till VM 1998. Men under matchen mot Tyskland borta blev Rui Costa utvisad efter ha tagit för lång tid på sig att lämna planen. Matchen slutade 1-1 och Tyskland kunde kvala sig till VM. Matchen betraktas som en av de mörkaste stunderna i Portugals fotbollshistoria. Fifa anklagades senare för att favoriserat Tyskland, europamästarna 1996.

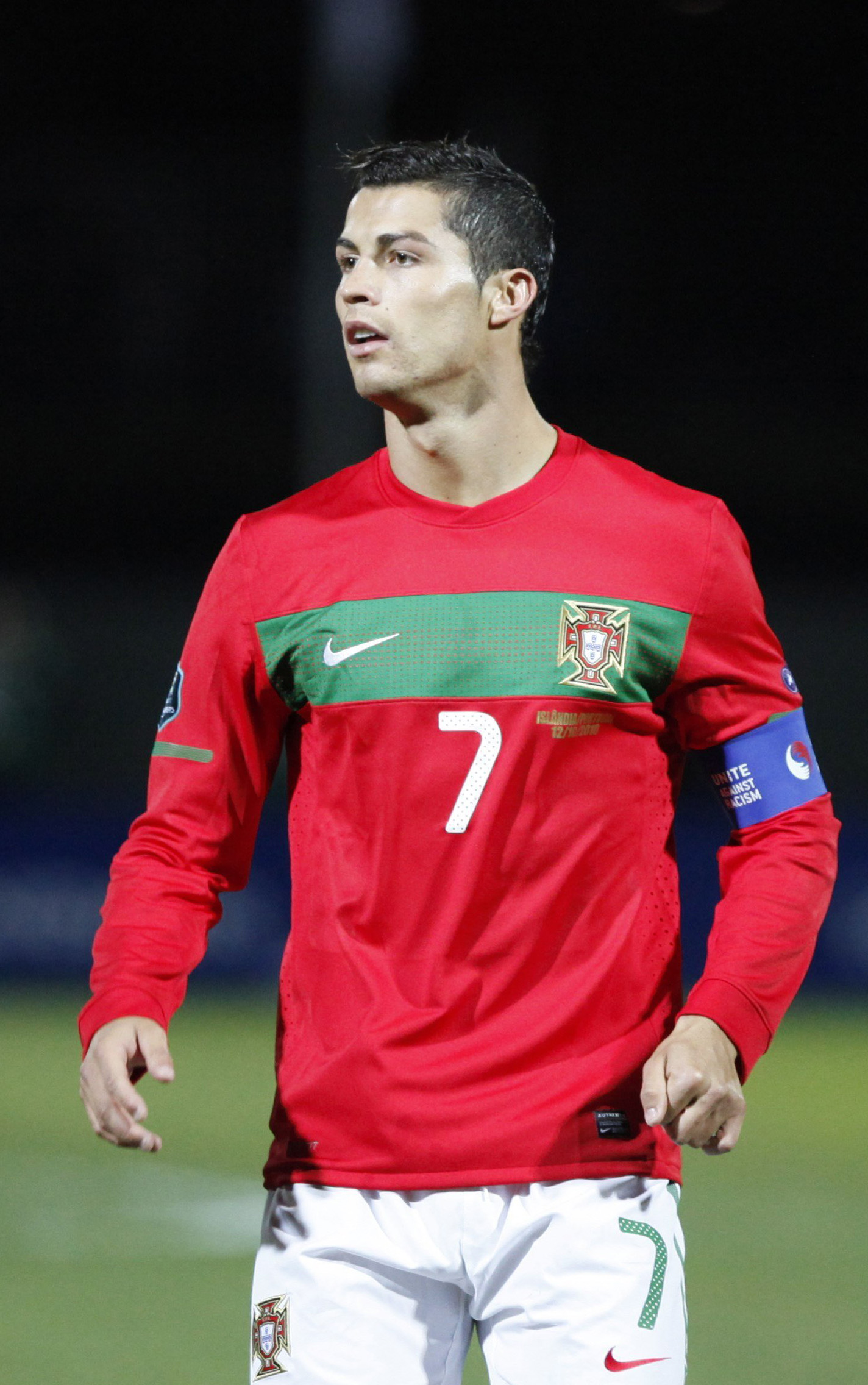
Cristiano Ronaldo

Det skulle återigen dröja länge innan Portugal var tillbaka i VM. 2002 åkte Portugal till VM i Sydkorea och Japan med flera tunga profiler i laget. Man hade återigen ett starkt EM-slutspel bakom sig men återigen kunde man inte ta sig vidare från VM:s gruppspel. I första matchen förlorade man en målrik 3-2-match mot USA efter att båda lagen gjort ett självmål. I nästa match skickade de hem Polen från avancemang genom att vinna 4-0 efter ett hattrick av Pedro Miguel Pauleta. I nästa match skickades man hem genom att förlora mot Sydkorea med 1-0.
Portugal kvalificerade sig till det efterföljande slutspelet i Tyskland 2006, första gången Portugal spelade i två raka VM-slutspel. Kvalspelet var inga större problem, och man lyckades i en match mot Ryssland vinna med 7-1. Luis Figo gjorde även comeback i landslaget 2005 och följde med till Tyskland. I VM-premiären så stod Angola på andra sidan av planen, en gammal portugisisk koloni och ett av världens fattigaste länder. Senast Angola och Portugal spelade fotboll mot varandra - i Lissabon fem år tidigare - kunde inte matchen slutföras. Domaren tvingades avbryta matchen med 20 minuter kvar. Då hade Angola fyra spelare utvisade och ytterligare en skadad när Portugal ledde med 5-1. Nu förekom det inga större känslor och Portugal vann med 1-0, mål av Pedro Miguel Pauleta efter förarbete av Luís Figo.
Efterföljande matcher mot Iran och Mexiko vann Portugal och gick vidare med maximala 9 poäng. Åttondelsfinalen mot Nederländerna innehöll fyra utvisningar och 16 gula kort. Portugal vann med 1-0 efter mål av Maniche. I kvartsfinalen stod England för motståndet, och till matchen var Deco och Costinha avstängda och det var tveksamt om Cristiano Ronaldo kunde spela matchen, men han fanns med när matchen startade. Det blev en välspelad match som inte kunde avgöras efter full tid, och straffar fick avgöra, precis som i EM två år tidigare vann Portugal, det avgörande målet av Ronaldo. Portugal var på god väg till final, det enda hindret kvar var Frankrike. Portugal spelade bra, men lite omständligt mot de mer effektiva fransmännen. Portugals oförmåga att slå Frankrike när det verkligen gäller straffade sig, precis som 1984 och 2000 vann Frankrike en semifinal i ett stort mästerskap mot Portugal, efter ett straffmål av Zinedine Zidane som avgjorde semifinalen i EM 2000. Mot slutet pressade portugiserna hårt och kunde med tur ha fått en straff, men domaren friade. Portugal slutade fyra efter förlust mot hemmalaget Tyskland i bronsmatchen.

#### VM i Sydafrika 2010
Portugal hamnade i grupp G "dödens grupp" där även Brasilien, Nordkorea och Elfenbenskusten hamnade. Den första matchen, mot Elfenbenskusten, blev 0-0 trots mycket dramatik med många avblåsningar för hårt spel. Den andra matchen spelades mellan Portugal och Nordkorea. Denna gången vann Portugal med 7-0. Så mycket har aldrig Portugal tidigare vunnit med i VM-sammanhang. Portugal blev grupptvåa efter 0-0 mot Brasilien. Eftersom Spanien vann grupp H stod det klart att Portugal och Spanien skulle mötas i den efterföljande åttondelsfinalen. Matchen slutade 1-0 till Spanien efter att Barcelonas nyförvärv David Villa gjort Spaniens mål i den 63:e minuten. Portugal släppte bara in ett mål under turneringen.

### Portugal i EM

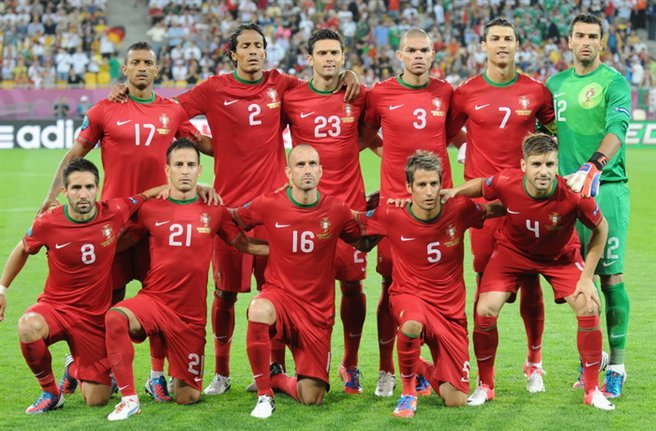
Portugal i EM 2012

Portugal har gått bäst i EM där man de senaste åren hört till de mest framgångsrika lagen i turneringen. 1984 gjorde man sitt första slutspel och slutade som grupptvåa. I den påföljande semifinalen pressade man hemmalaget Frankrike till förlängning och föll första efter franskt segermål i slutminuterna.
1996 var Portugal tillbaka och inledde en storhetstid i EM. Ett lag med bland annat Luis Figo och Rui Costa tog sig till kvartsfinal som gruppettor med resultaten 1-1 mot Danmark de regerande mästarna, 3-0 mot Kroatien och 1-0 mot Turkiet men föll mot de blivande finalisterna Tjeckien. 2000 var Portugal i god form och var ett av turneringens stora utropstecken. I den första matchen låg man tidigt under med 0-2 mot England men gjorde en vändning till seger 3-2. Luis Figo gjorde ett av turneringens mest spektakulära mål när han på distans sköt in ett av Portugals mål. Man slog av bara farten både Rumänien och Tyskland. Anmärkningsvärt var att man slog ett demoraliserat Tyskland med sitt B-lag och trots detta vann med de tydliga siffrorna 3-0. I kvartsfinalen manövrerade man enkelt ut Turkiet med 2-0 genom mål av skyttekungen Nuno Gomes. I semifinalen mötte man de regerande världsmästarna Frankrike och i en rafflande match där Frankrike kvitterade Portugals ledning avgjordes segern för Frankrike genom ett sent straffmål i förlängningen av Zinedine Zidane. Förlängningen i minuterna i samband med Frankrikes straff blev kaotisk med stora portugisiska protester.

#### EM i Portugal 2004
2004 avgjordes EM i Portugal med hemmalaget Portugal som en av de stora förhandsfavoriterna. Under världsmästartränaren Luiz Felipe Scolari (med Brasilien 2002) skulle Portugal äntligen vinna en stor titel - och detta hemma i Portugal inför en entusiastisk hemmapublik. Det började illa för Portugal som förlorade premiärmatchen mot Grekland med 1-2. Portugal tog sig samman och vann den följande matchen mot Ryssland. I den sista gruppspelsmatchen mötte man rivalen på den iberiska halvön Spanien. Efter en välspelad match kunde Portugal ta sig vidare på bekostnad av Spanien via 1-0. Trots den inledande förlusten kunde Portugal gå vidare som gruppetta före Grekland. I kvartsfinalen mötte man England i en av turneringens mest spännande matcher. Portugal vann matchen på straffar. Då hade Portugal tagit ledningen i förlängningen genom Rui Costa (110) men England hade sedan kvitterat genom Frank Lampard fem minuter före full tid. Portugal vann straffläggningen med 6-5.
I semifinalen mötte man Nederländerna och kunde vinna med 2-1 efter en nederländsk reducering sedan en portugisisk spelare gjort självmål. I finalen mötte Portugal en av turneringens stora överraskningar Grekland. Portugal fick inte fira en stor titel, då Grekland sensationell gick hela vägen och blev europamästare. De portugisiska spelarna tog förlusten hårt - detta var för många den stora chansen till en stor titel med landslaget på hemmaplan.

#### EM 2012
I kvalet till EM 2012 placerades Portugal med Danmark, Norge, Cypern och Island. Portugal fick en usel start. Efter bara 4-4 mot Cypern förlorade man med 0-1 mot Norge. Dagen efter att Portugal vunnit mot Sverige blev Cristiano Ronaldo Portugals bäste målskytt genom tiderna. Med 48 mål slog han Pauletas rekord som var 47 mål.

#### EM 2016
Portugal hade en seg start i gruppspelet och man spelade oavgjort alla sina matcher trots att man på pappret hade fått en enkel grupp. Men man gick ändå vidare till åttondelsfinalen som bästa trea. Man lyckades ta sig hela vägen till finalen där man mötte Frankrike. Portugal vann matchen på förlängning med hjälp av ett mål av Éder och blev europamästare.

## Spelare

### Spelartruppen
Följande 26 spelare var uttagna till Världsmästerskapet i fotboll 2022.
Matcher och mål är korrekta per den 24 november 2022 efter matchen mot Ghana.
| Nr | Pos. | Namn                   | Födelsedatum (ålder) | Matcher | Mål |           | Klubb                   |
| -- | ---- | ---------------------- | -------------------- | ------- | --- | --------- | ----------------------- |
| 1  | MV   | Rui Patrício           | 15 februari 1988     | 105     | 0   | Italien   | Roma                    |
| 12 | MV   | José Sá                | 17 januari 1993      | 0       | 0   | England   | Wolverhampton Wanderers |
| 22 | MV   | Diogo Costa            | 19 september 1999    | 8       | 0   | Portugal  | Porto                   |
|    |      |                        |                      |         |     |           |                         |
| 2  | F    | Diogo Dalot            | 18 mars 1999         | 7       | 2   | England   | Manchester United       |
| 3  | F    | Pepe                   | 26 februari 1983     | 129     | 7   | Portugal  | Porto                   |
| 4  | F    | Rúben Dias             | 14 maj 1997          | 41      | 2   | England   | Manchester City         |
| 5  | F    | Raphaël Guerreiro      | 22 december 1993     | 58      | 3   | Tyskland  | Borussia Dortmund       |
| 13 | F    | Danilo Pereira         | 9 september 1991     | 64      | 2   | Frankrike | Paris Saint-Germain     |
| 19 | F    | Nuno Mendes            | 19 juni 2002         | 17      | 0   | Frankrike | Paris Saint-Germain     |
| 20 | F    | João Cancelo           | 27 maj 1994          | 38      | 7   | England   | Manchester City         |
| 24 | F    | António Silva          | 30 oktober 2003      | 1       | 0   | Portugal  | Benfica                 |
|    |      |                        |                      |         |     |           |                         |
| 6  | MF   | João Palhinha          | 9 juli 1995          | 16      | 2   | England   | Fulham                  |
| 8  | MF   | Bruno Fernandes        | 8 september 1994     | 50      | 11  | England   | Manchester United       |
| 10 | MF   | Bernardo Silva         | 10 augusti 1994      | 74      | 8   | England   | Manchester City         |
| 14 | MF   | William Carvalho       | 7 april 1992         | 77      | 5   | Spanien   | Betis                   |
| 16 | MF   | Vitinha                | 13 februari 2000     | 5       | 0   | Frankrike | Paris Saint-Germain     |
| 17 | MF   | João Mário             | 19 januari 1993      | 54      | 3   | Portugal  | Benfica                 |
| 18 | MF   | Rúben Neves            | 13 mars 1997         | 33      | 0   | England   | Wolverhampton Wanderers |
| 23 | MF   | Matheus Nunes          | 27 augusti 1998      | 9       | 1   | England   | Wolverhampton Wanderers |
| 25 | MF   | Otávio                 | 9 februari 1995      | 9       | 2   | Portugal  | Porto                   |
|    |      |                        |                      |         |     |           |                         |
| 7  | A    | Cristiano Ronaldo      | 5 februari 1985      | 192     | 118 |           | Klubblös                |
| 9  | A    | André Valente da Silva | 6 november 1995      | 52      | 19  | Tyskland  | RB Leipzig              |
| 11 | A    | João Félix             | 10 november 1999     | 25      | 4   | Spanien   | Atlético Madrid         |
| 15 | A    | Rafael Leão            | 10 juni 1999         | 12      | 1   | Italien   | AC Milan                |
| 21 | A    | Ricardo Horta          | 15 september 1994    | 6       | 1   | Portugal  | Braga                   |
| 26 | A    | Gonçalo Ramos          | 20 juni 2001         | 2       | 1   | Portugal  | SL Benfica              |

## Meriter
- VM: 1966, 1986, 2002, 2006, 2010, 2014, 2018, 2022
  - Den bästa placeringen är en tredjeplats 1966.
  - Fjärdeplats 2006
  - Kvartsfinal 2022
  - Åttondelsfinal 2010 och 2018
  - Övriga tre turneringar har slutat i gruppspelet.
- EM: 1984, 1996, 2000, 2004, 2008, 2012, 2016, 2020, 2024
  - EM-Guld 2016
  - EM-silver 2004
  - EM-semifinal 1984, 2000, 2012
- Uefa Nations League: 2018/19 2020/21 2022/2023, 2024/2025
  - Uefa Nations League-Guld 2018/2019, 2024/2025
  - Gruppspel League A 2020/21, 2022/2023, 2024/2025

### Fotnoter
1. ↑  ”Men's Ranking”. Fifa. https://inside.fifa.com/fifa-world-ranking/men?dateId=id14415. Läst 2 juli 2024.
2. ↑  ”Portugal mästare i Nations League” (på svenska). Svenska Dagbladet. 9 juni 2019. https://www.svd.se/pickford-straffhjalte-nar-england-tog-brons. Läst 10 juni 2019.
3. ↑  ”Portugal vinner Nations League” (på svenska). SVT Sport. 8 juni 2025. https://www.svt.se/sport/fotboll/efter-rysaren-portugal-vinner-nations-league. Läst 9 juni 2025.
4. ↑  ”FIFA”. Inside.FIFA.com. 15 juni 2024. https://inside.fifa.com/fifa-world-ranking/men. Läst 28/6-2024.